# Majorana-Fermion
Majorana-Fermionen sind in der Elementarteilchenphysik Teilchen mit halbzahligem Spin (Fermionen), deren Antiteilchen die gleichen Eigenschaften haben wie die Teilchen selbst. Sie wurden nach Ettore Majorana benannt.
Majorana-Fermionen tragen insbesondere keine elektrische Ladung, denn andernfalls trügen Teilchen und Antiteilchen entgegengesetzte Ladungen und wären somit klar unterscheidbar, wie Elektronen und Positronen. Solche Fermionen, die eine Ladung tragen können, werden als Dirac-Fermionen bezeichnet.
Von den Majorana-Fermionen zu unterscheiden sind außerdem die hypothetischen Majoronen, die zwar ebenfalls nach Ettore Majorana benannt sind, aber als Goldstone-Bosonen ganzzahligen Spin tragen.

## Auftreten

### Im Standardmodell: ungeklärte Stellung der Neutrinos
Im Standardmodell der Teilchenphysik (SM) ist keines der Elementarteilchen ein Majorana-Fermion. Stattdessen werden hier alle Fermionen durch Dirac-Spinoren beschrieben, auch die Neutrinos, die also standardmäßig von Antineutrinos unterscheidbar sind. Allerdings sind die Neutrinos im Standardmodell masselos, im Widerspruch zu experimentellen Ergebnissen. Eine populäre Erklärung für die wegen der beobachteten Neutrinooszillation vermuteten Neutrinomassen, der See-Saw-Mechanismus, erfordert dagegen die Beschreibung der Neutrinos durch Majorana-Spinoren und damit die Gleichheit von Neutrinos und Antineutrinos. Dies würde wiederum eine Verletzung der Leptonenzahlerhaltung implizieren.
Ob zwischen Neutrinos und Antineutrinos unterschieden werden kann, ist derzeit noch offen. Eine Möglichkeit zur experimentellen Klärung bietet ein fraglicher Zerfallsmodus, der neutrinolose Doppel-Betazerfall, der nur möglich ist, falls Neutrinos Majorana-Spinoren und keine Dirac-Spinoren sind. Nach diesem Zerfallsmodus wird in Experimenten wie dem Enriched Xenon Observatory (EXO200) gesucht.

### Im MSSM
In supersymmetrischen Erweiterungen des Standardmodells wie dem minimalen supersymmetrischen Standardmodell (MSSM) werden sowohl die Gluinos als auch die Neutralinos durch Majorana-Spinoren beschrieben. Neutralinos sind Kandidaten für WIMPs und Dunkle Materie.

### Festkörperphysik
In der Festkörperphysik tritt an die Stelle der Teilchen-Antiteilchen-Identität die Teilchen-Loch-Identität. In Supraleitern kommt es zur Bildung von Anregungen (Quasiteilchen), die sich aus Elektron- und Loch-Zuständen zusammensetzen und bei geeigneter (allerdings in gewöhnlichen Supraleitern nicht vorliegender) Spin-Bahn-Kopplung gleich ihren Antiteilchen sind, sogenannten gebundenen Majorana-Zuständen oder Majorana-Nullmoden (Majorana zero modes). Diese Bezeichnung ist der Bezeichnung „Majorana-Fermionen“ hier vorzuziehen, da sie statt der Fermi-Statistik einer komplexeren Anyonen-Statistik folgen. Der Name Nullmode kommt daher, dass sie als Elektron-Loch-Überlagerung verschwindende Anregungsenergie haben. Da die Majorana-Zustände topologisch geschützt sind, spricht man auch von topologischen Supraleitern. Der russisch-US-amerikanische Physiker Alexei Kitaev hatte als erster die Idee, dass diese Zustände eine Rolle in topologischen, fehlertoleranten Quantenrechnern spielen könnten.
Dass Majorana-Zustände in Supraleitern mit Triplett-Paarung (p-Wellen-Supraleiter in einer Dimension, {\displaystyle p_{x}\pm ip_{y}}-Paarung in zwei Dimensionen) auftreten können, war schon länger bekannt, diese waren aber bis dahin noch nicht im Experiment beobachtet worden. Eine realistischere Möglichkeit zur Erzeugung solcher Majorana-Zustände schlugen Charles L. Kane und Liang Fu 2008 vor, die Kopplung eines Supraleiters an einen topologischen Isolator, wo eine {\displaystyle p_{x}\pm ip_{y}}-Paarung an der Oberfläche des Kontakts des topologischen Isolators mit dem gewöhnlichen s-Wellen-Supraleiter auftritt. 2010 schlugen unabhängig Sankar Das Sarma (University of Maryland) und Felix von Oppen (FU Berlin) mit ihren Mitarbeitern vor, dass man Heterostrukturen aus gewöhnlichen Supraleitern und geeigneten Halbleitern benutzen könnte: Ein Draht aus einem Halbleitermaterial mit starker Spin-Bahn-Kopplung der Elektronen wird in Kontakt mit einem Supraleiter gebracht und so selbst teilweise supraleitend. Außerdem wird ein Magnetfeld angelegt, das eine Bandlücke zwischen den Bändern für beide Spinrichtungen erzeugt. Dann sollte sich an den beiden Enden des Drahtes jeweils ein robuster (topologisch gegen Störungen geschützter) Majorana-Zustand ausbilden. Auch andere Realisierungen von Majorana-Zuständen wurden diskutiert. 2015 wiesen Arnab Banerjee und Mitarbeiter Majorana-Fermionen in einer Quantenspinflüssigkeit aus Schichten von α-Ruthenium(III)-chlorid nach.
Eine Gruppe um Leo P. Kouwenhoven und Sergey Frolov (Universität Delft) fand nach diesem Vorschlag 2012 Hinweise auf Majorana-Zustände. Sie benutzten einen Nanodraht aus Indium-Antimon-Halbleitermaterial mit einem normalen Gold-Kontakt und einem Supraleiter-Kontakt. Normalerweise wäre im Draht nur bei einer äußeren Spannung ein Strom messbar, bei Majorana-Nullmoden würde dies aber auch ohne äußere Spannung gelingen, was auch im Experiment gefunden wurde.
Weitere Bestätigungen von Majorana-Zuständen in Festkörpern wurden danach von anderen Gruppen erbracht, so von einer Gruppe der Princeton University mit Rastertunnelmikroskopie.
Es gibt auch weitere Anwendungen in der statistischen Mechanik: 1964 führten Elliott Lieb, Daniel C. Mattis und Theodore D. Schultz eine Beschreibung des zweidimensionalen Ising-Modells mit Majorana-Fermionen ein.

## Mathematische Beschreibung
Ähnlich den masselosen Weyl-Fermionen, für welche die Dirac-Gleichung entkoppelt (siehe Weyl-Gleichung), sind Majorana-Fermionen 2-Komponenten-Teilchen, jedoch mit Majorana-Masse.
Die Lagrangedichte eines Majorana-Teilchens {\displaystyle \psi _{M}} ist
{\displaystyle {\mathcal {L}}={\frac {1}{2}}{\bar {\psi }}_{M}{\Bigl (}\mathrm {i} \gamma ^{\mu }\partial _{\mu }-m{\Bigr )}\,\psi _{M},}
wobei wie in der relativistischen Quantenmechanik üblich {\displaystyle {\bar {\psi }}_{M}=\psi _{M}^{\dagger }\gamma ^{0}} gilt.
Die zugehörige Dirac-Gleichung für {\displaystyle \psi _{M}} lautet:
{\displaystyle {\Bigl (}\mathrm {i} \gamma ^{\mu }\partial _{\mu }-m{\Bigr )}\,\psi _{M}=0}
Setzt man wie bei den Weyl-Fermionen {\displaystyle \psi _{M}={\begin{pmatrix}\psi _{L}\\\psi _{R}\end{pmatrix}}} und beachtet, dass unter einer Lorentztransformation
{\displaystyle \psi _{R}=i\sigma ^{2}\psi _{L}^{*}}
gilt, so kann man
{\displaystyle \psi _{M}={\begin{pmatrix}\chi \\i\sigma ^{2}\chi ^{*}\end{pmatrix}}}
setzen und es ergibt sich die Majorana-Gleichung für das 2-Komponenten-Feld {\displaystyle \chi }:
{\displaystyle i{\bar {\sigma }}^{\mu }\partial _{\mu }\chi -im\sigma ^{2}\chi ^{*}=0}
Dabei enthält {\displaystyle {\bar {\sigma }}=(1,-{\vec {\sigma }})} die drei Pauli-Spinmatrizen, und {\displaystyle \sigma ^{2}} ist die zweite Paulimatrix.
Die Majorana-Gleichung ist lorentzinvariant und impliziert die Klein-Gordon-Gleichung, welche die Energie-Impuls-Beziehung festlegt.

## Sonstiges
2021 wurde die theoretische Existenz von Majorana-Bosonen vorgeschlagen, die theoretisch eigentlich nicht existieren dürften, nach den Autoren aber als Bestandteile z. B. von Photonen in Wechselwirkung mit Materie in metastabilen topologischen Phasen existieren könnten.